# Prescott Bush
Prescott Bush (Columbus, 1895. május 15. – New York, 1972. október 8.) az Amerikai Egyesült Államok szenátora (Connecticut, 1953–1963).